# Feeder
I Feeder sono un gruppo musicale britannico formatosi a Newport nel 1992.
La formazione del gruppo comprende il gallese Grant Nicholas, leader del gruppo (oltre ad esserne cantante, chitarrista e tastierista compone le musiche e i testi), e il giapponese Taka Hirose (basso). Grant Nicholas e Taka Hirose si sono incontrati per la prima volta alla stazione della metropolitana di Camden Town, dopo che quest'ultimo aveva risposto a un annuncio attraverso il quale la band cercava un bassista. In passato faceva parte dei Feeder anche l'inglese Mark Richardson (batteria). Richardson però, a differenza degli altri due membri fondatori della band, entrò nei Feeder solo nel 2002, in seguito al suicidio del precedente batterista, il gallese Jon Lee.

## Storia del gruppo

### Dagli inizi al successo diEcho Park(1992-2001)
Dopo una iniziale gavetta, la band a metà degli anni novanta inizia ad affermarsi nel Regno Unito, col mini album Swim (1996) ed il primo vero e proprio lavoro completo della band, Polythene (1997), considerato dall'autorevole rivista Metal Hammer album dell'anno per il 1997. In piena esplosione britpop, però, la scelta di optare per un genere che guarda più all'hard rock che alle tipiche sonorità britanniche, si rivela commercialmente non felicissima, ed è anche per questo motivo che la popolarità dei Feeder, nonostante le buone recensioni e la crescita di un movimento di fan che ne faranno col tempo una band di culto, non supera di molto i confini nazionali.
Il discorso parzialmente cambia con i due successivi album, Yesterday Went Too Soon (1999) ed Echo Park (2001), orientati maggiormente verso un pop punk decisamente più orecchiabile. Canzoni come Insomnia, Buck Rogers e Seven Days in the Sun diventano autentici tormentoni nelle radio inglesi, ed è proprio nel CD singolo di Seven Days in the Sun che si trova in qualità di b-side Just a Day, canzone divenuta popolarissima dopo essere stata inclusa nella versione europea del videogioco Gran Turismo 3: A-Spec.
Proprio in questo periodo i Feeder mettono a punto un primo abbozzo di "best of", Best Days in the Sun, ma il progetto finirà per essere messo da parte, e l'album diverrà un semplice promo (pubblicato solo in Giappone), del quale saranno prodotte molto probabilmente meno di 50 copie. Oltre alla già citata Just a Day la band è dedita alla realizzazione di numerosissime b-side, successivamente valorizzate nella doppia raccolta Picture of Perfect Youth (2004).

### La morte di Jon Lee eComfort in Sound(2002-2004)
Il 7 gennaio 2002, a soli 34 anni, il batterista Jon Lee decide di togliersi la vita nella sua abitazione di Miami, impiccandosi. Al funerale viene suonata High, singolo degli esordi. Durante la cerimonia, Nicholas (amico di vecchia data di Lee) dichiarò: "Jon aveva un gusto per la vita che rende questa faccenda un mistero per tutti noi".
La scomparsa del batterista costituisce un duro colpo per i rimanenti membri dei Feeder che, incoraggiati anche dalla famiglia del defunto, decidono comunque di continuare l'attività della band.
Nasce così nel 2002 Comfort in Sound (definito da gran parte della critica il miglior lavoro della band), album che fa capire a tutti i fan che dopo la scomparsa dell'amico le composizioni di Nicholas non saranno le stesse: le canzoni sono infatti maggiormente orientate verso un pop rock d'autore malinconico ed intimista (come nel caso della ballata Just the Way I'm Feeling), anche se non mancano gli episodi punk rock che ricordano gli esordi (Come Back Around). Con Comfort in Sound, tra l'altro, la popolarità dei Feeder assume connotati decisamente internazionali, avendo la band l'onore di suonare in tour insieme a Coldplay (nel 2002) e R.E.M. (nell'estate 2003).

### Pushing the SenseseThe Singles(2005-2007)
Pushing the Senses (2005) è il 5º album ufficiale della band, che vede i suoi membri spostarsi verso una direzione musicale ancora più soft: alle storiche tracce punk-pop vengono sostituiti brani più malinconici e riflessivi (come i singoli Tumble & Fall e Feeling a Moment) che fanno di Pushing the Senses l'album più "leggero" e meno rock di tutta la discografia dei gallesi. Questo cambio di rotta musicale fa storcere il naso ai fan dei primi album dei Feeder, ma al contempo consolida la popolarità internazionale della band, scelta dagli U2 come gruppo-spalla per il Vertigo Tour.
Il 15 maggio 2006 esce The Singles, una raccolta di 17 singoli arricchita dalla presenza di 3 inediti (Lost&Found, Burn The Bridges,Save Us) e di un DVD (solo per l'edizione limitata) contenente i videoclip girati dalla band. L'uscita di questa compilation (che ha sfiorato il primato nelle charts inglesi, piazzandosi al secondo posto) è anticipata dall'uscita il 1º maggio del singolo Lost & Found e seguita poi il 24 luglio dello stesso anno dall'uscita del singolo Save Us. A testimonianza della popolarità della band, nel corso dell'estate del 2006 i Feeder hanno aperto numerosi concerti dei Rolling Stones.
A fine 2006 il cantante italiano Zucchero Fornaciari, in seguito all'incontro e alla collaborazione con lo stesso Grant Nicholas, include una nuova versione del brano Broken nel suo album Fly: L'amore è nell'aria.
Precedentemente, il 19 marzo dello stesso anno era uscito nei negozi Picture Of Perfect Youth, un doppio CD contenente 36 fra i b-side della band, dal 1996 al 2003: originariamente P.O.P.Y. era stato pubblicato via sito web ufficiale in edizione limitata di 5000 copie tutte esaurite. L'elevata richiesta del pubblico ha fatto sì che venisse nuovamente ripubblicato.

### Silent CryeRenegades(2008-2010)
Nel 2008 esce il nuovo album Silent Cry, definito da Grant Nicholas più vicino al sound delle loro radici che non a quello dei lavori più recenti. A conferma di ciò l'inedito Miss You scaricabile gratis e legalmente dal sito ufficiale della band gallese. Quest'album, nonostante abbia avuto riscontri positivi tra la critica e i fan, si è rivelato però un flop commerciale, a causa della mancata promozione, dovuta ai non facili rapporti tra i Feeder e la propria Label (la Echo).
Durante il 2009 la band pubblica un nuovo mini-album intitolato Seven Sleepers e pubblicato in Giappone o acquistabile sul loro sito ufficiale. Il 6 maggio 2009 il gruppo perde ancora una volta il proprio batterista: Mark Richardson decide di tornare agli Skunk Anansie, band di cui faceva parte prima di unirsi ai Feeder (che a loro volta lo rimpiazzano con Karl Brazil).
Nel dicembre del 2009 gli iscritti alla newsletter dei Feeder, hanno ricevuto una mail con mittente "Renegades" e oggetto "Soundcheck"; successivamente il sito ufficiale dei Feeder mostra un video per gli auguri natalizi, caricato su vimeo a nome di "Renegades".
Si vociferò addirittura che i Feeder potessero cambiare il loro storico nome, ed effettivamente intrapresero un mini-tour sotto il nome di Renegades. In realtà, Renegades sarà solo il nome del settimo album in studio dei Feeder, uscito il 5 luglio 2010. Da questo album, contraddistinto da sonorità spigolose, verranno estratti i singoli Call Out, Renegades e Down to the River/This Town. A testimonianza di una ritrovata popolarità, la band (oltre alle tradizionali mete Regno Unito, Eire e Giappone) torna ad esibirsi dopo anni in Europa continentale, oltre che in Sudafrica e in Australia.
Nello stesso anno Grant Nicholas, Taka Hirose e il turnista Karl Brazil fondano il progetto collaterale Renegades, con il quale organizzano, tra il 2009 e il 2010, diverse serie di concerto e incidono un EP, omonimo.

### Generation Freakshowe la pausa (2011-presente)
Tra la fine del 2010 e il 2011, sembra prospettarsi l'ennesimo cambio di formazione alla batteria, tra Karl Brazil e Damon Wilson.
Nel marzo 2011 i Feeder hanno pubblicato il singolo inedito Side by Side. I proventi della vendita di tale singolo sono interamente stati destinati alla Croce Rossa per aiutare le vittime del Terremoto di Sendai del 2011.
La pubblicazione del brano Borders è avvenuta il 29 gennaio 2012. Tale singolo fa parte dell'album Generation Freakshow, pubblicato il 26 aprile 2012. Dall'album, che rappresenta un ritorno a sonorità meno dure rispetto a Renegades, sono stati estratti altri due singoli: Children of the Sun e Idaho. Dal 2013 la band si è dichiarata in pausa a tempo indefinito.

## Formazione

### Formazione attuale
- Grant Nicholas - voce, chitarra, pianoforte (1992-presente)
- Taka Hirose - basso, voce secondaria (1995-presente)

### Ex componenti
- Jon Lee - batteria (1992-2002)
- Simon Blight - basso (1992)
- Mark Richardson - batteria, tastiera (2002-2009)

### Turnisti
- Dean Tidey – chitarra (1999-2000, 2002-2009)
- Matt Sime – tastiera (2000-2001)
- Dean Deavall – tastiera, voce secondaria (2008-presente)
- Tim Trotter – batteria (2009-presente)
- Damon Wilson – batteria (2011-presente)
- Karl Brazil – batteria (2009-presente)

## Discografia

### Album in studio
- 1997 – Polythene
- 1999 – Yesterday Went Too Soon
- 2001 – Echo Park
- 2002 – Comfort in Sound
- 2005 – Pushing the Senses
- 2008 – Silent Cry
- 2010 – Renegades
- 2012 – Generation Freakshow
- 2016 – All Bright Electric
- 2019 – Tallulah
- 2022 – Torpedo
- 2024 - Black/Red